# Ellen Diedrich
Ellen Mathilde Diedrich (* 25. Dezember 1877 in Kopenhagen; † 9. Mai 1922 ebenda) war eine dänische Schauspielerin.

## Leben
Ellen Rindom war die Tochter des Fotografen Carl Diedrich (1834–1905) und seiner Ehefrau Helga Valentin (1850–1897). Sie hatte als 17-jährige im Jahr 1895 ihr Debüt am Folketeatret, dem sie über viele Jahre als festes Ensemblemitglied verbunden blieb. Von 1903 bis 1905 war sie am Aarhus Teater engagiert. Sie spielte auch am Dagmarteatret und am Königlichen Theater Kopenhagen sowie auch an Provinzbühnen. In den 1910er-Jahren wirkte sie als Schauspielerin vor der Kamera in fünf Stummfilmen mit.
Sie heiratete am 28. April 1901 den Drehbuchautor und Schauspieler Svend Rindom. Aus der Ehe ging die Tochter Jessie Rindom hervor, welche ebenfalls Schauspielerin wurde. Ellen Rindom starb am 9. Mai 1922 im Alter von 44 Jahren durch Suizid. Einen Tag zuvor hatte sie noch als Darstellerin auf der Bühne gestanden. Sie wurde auf dem Tibirke-Kirkegard in Tisvilde beigesetzt.